# Криловський район
Криловський район розташований в північно-східній частині Краснодарського краю на Приазово-Кубанській рівнині. Адміністративний центр — Криловська. Територія району становить 136,3 тис. гектарів. Найбільша протяжність району з півночі на південь — 43 км і із заходу на схід — 54 км.
Район межує з Ростовською областю, Ленінградським, Кущевським, Павловським і Новопокровським районами.
Клімат континентальний степовий, мінімальна температура може опускатися до −34 °C, максимальна — підніматися до +41 °C. Середньорічна кількість опадів 532 мм. Територія району за кількістю опадів відноситься до недостатньо зволоженій зони.
Мережа гідрографії району представлена річками: по південній території району протікає річка Єя з її притоками — Весела і Плоска. Північ межі району проходить по річці Кугоєя. Розділяє район річка Кавалєрка з притокою Грузька. У річках вода мінералізована, що робить її малопридатною для систематичного зрошування.

## Історія
Криловський район заснований рішенням ВЦИК від 31 грудня 1934 у складі Краснодарського краю. 1 лютого 1963 район було ліквідовано, його територія увійшла до складу Павловського сільського району і Кущевського сільського району. У сучасних межах район існує відповідно до Указу Президії Ради РРФСР від 5 квітня 1978. Муніципальне утворення Криловський район наділений статусом муніципального району й в його складі шести сільських поселень.

## Економіка
Криловський район є аграрним. Сільськогосподарський сектор становить 41 підприємство і 518 селянсько-фермерських господарств. Напрями виробничої діяльності сільгосппідприємств: вирощування різних с/г культур. Промисловість не є головною галуззю і в основному представлена харчовою промисловістю, майже всі промислові переробні підприємства є бюджетоутворюючими. Найбільший обсяг продукції і послуг дають такі суб'єкти: ТОВ «Велотранс» (велосипедний завод), ВАТ «Элеватор Крыловский», ТОВ «Цегла» (цегельний завод), ЗАТ «Крыловское» (виробництво горілки), ТОВ «Мясокомбинат Єкатерининский». У районі утримується стійка тенденція зміцнення розвитку середнього і малого бізнесу. 33 господарюючих суб'єктів муніципального утворення є учасниками губернаторської програми «Якість».